# Scindapsus crassipes
Scindapsus crassipes är en kallaväxtart som beskrevs av Adolf Engler. Scindapsus crassipes ingår i släktet Scindapsus och familjen kallaväxter. Inga underarter finns listade.